# William Herbert Dray
William Herbert Dray (* 23. Juni 1921 in Montreal; † 6. August 2009 in Toronto) war ein kanadischer analytischer Geschichtsphilosoph.

## Leben und Werk
Nachdem William Herbert Dray im Zweiten Weltkrieg als Navigator bei der Luftwaffe gedient hatte, studierte er ab 1949 Geschichte an der University of Toronto, bevor er 1956 nach Oxford wechselte.
Von 1953 bis 1968 lehrte er an der University of Toronto, bevor er von 1968 bis 1976 in die philosophische Fakultät der Trent University wechselte, wo er fünf Jahre lang als Lehrstuhlinhaber tätig war. Von 1976 bis 1985 lehrte er an der Universität Ottawa.
Dray leistete bedeutende Beiträge zur analytischen Philosophie der Geschichte und der Sozialwissenschaften. Er war generell ein Kritiker positivistischer Tendenzen und trat vor allen Dingen gegen die Verwendung des Deduktiv-nomologischen Modells in den Geistes- und Sozialwissenschaften auf, wie dies Carl Gustav Hempel und Paul Oppenheim vertraten. Er trug auch zum Studium der Historiographie des Englischen Bürgerkriegs bei und zeigte Interesse an Geschichtsphilosophen wie Robin George Collingwood.
William Herbert Dray war Fellow der Royal Society of Canada. Er war Killam fellow (1980–1981). 1986 erhielt er den renommierten Molson-Preis.